# Ozyptila furcula
Ozyptila furcula es una especie de araña cangrejo del género Ozyptila, familia Thomisidae.

## Distribución
Esta especie se encuentra en España y Francia.